# Rino Ruscello
Rino Ruscello (Imola, 25 aprile 1927 – Imola, 6 ottobre 1944) è stato un partigiano italiano.
Medaglia d'oro al valor militare alla memoria.

## Biografia
Giovanissimo combattente della 7ª Brigata GAP, prese parte a numerose azioni in provincia di Bologna. Cadde, pochi mesi prima della liberazione del capoluogo emiliano. Durante un massiccio rastrellamento nazifascista, Rino Ruscello si batté valorosamente a Cà Genasia assieme al suo amico partigiano Marino Dalmonte, preferendo morire arso vivo piuttosto che arrendersi al nemico, per consentire ai compagni della sua formazione di salvarsi.

A Rino Ruscello è stata intitolata una via di Bologna.